# 노동조합설립신고제 사건
노동조합설립신고제 사건은 노동조합 및 노동관계조정법 제12조 제3항 제1호 위헌소원에 대한 대한민국 헌법재판소 판례이다.

## 사실관계
청구인은 "노동조합 설립의 경우 신고주의를 채택하면서도 노동조합의 요건에 대한 실질적 심사를 통해 설립신고서를 반려하도록 하는 것은 결사의 허가제를 금지하는 헌법 제21조 제2항에 위반되거나 과잉금지원칙에 위반하여 단결권을 침해한다"고 주장하며 위헌법률심판제청을 신청하였고, 기각되자 헌법소원심판을 청구하였다.

## 관련조문
노동조합 및 노동관계조정법

## 결론
합헌

## 이유
노동조합 설립신고서를 반려하도록 하는 내용의 노동조합 설립신고 제도와 관련하여, 이것이 헌법상 금지된 결사에 대한 허가제로서 헌법 제21조를 위반하는지 여부가 문제된다. 과잉금지원칙을 위반하여 근로자의 단결권을 침해하는 것이 아닌가 의문이 제기된다.
근로자의 단결권이 근로자 단결체로서 사용자와의 관계에서 특별한 보호를 받아야 할 경우에는 헌법 제33조가 우선적으로 적용되지만, 그렇지 않은 통상의 결사 일반에 대한 문제일 경우에는 헌법 제21조 제2항이 적용되므로 노동조합에도 헌법 제21조 제2항의 결사에 대한 허가제금지원칙이 적용된다.
헌법재판소는 헌법 제21조 제2항 후단의 결사에 대한 허가제 금지에서의 '허가'의 의미 역시 같은 조항상의 표현에 대한 '검열'이나 '허가', 집회에 대한 '허가'의 의미와 다르지 아니하며, 따라서 결사의 자유에 대한 '허가제'란 행정권이 주체가 되어 예방적 조치로서 단체의 실립 여부를 사전에 심사하여 일반적인 단체 결성의 금지를 특정한 경우에 한하여 해제함으로써 단체를 설립할 수 있게 하는 제도, 즉 사전 허가를 받지 아니한 단체 결성을 금지하는 제도라고 할 것이다.
노동조합의 자주성 확보는 노동조합의 본질적 요소로서 근로자가 주체가 되어 자주적으로 단결하여 근로조건의 유지, 개선 기타 근로자의 경제적, 사회적 지위의 향상을 도모함을 목적으로 조직하는 단체 또는 그 연합체라고 하는 노동조합의 개념(노동조합법 제2조 제4호 참조)으로부터도 요구된다.

설립단계에서 노동조합이 자주성 등을 갖추고 있는지를 확인하기 위해서는 그에 대한 실질적인 심사를 통하지 않을 수 없다는 점에서 이 사건 노동조합 설립신고서 반려제도는 부득이하다.
행정관청의 설립신고서 수리 여부에 대한 결정은 재량 사항이 아니라 의무 사항으로 그 요건 충족이 확인되면 설립신고서를 수리하고 그 신고증을 교부하여야 한다.
노동조합으로 인정될 수 없는 단체를 일단 노동조합으로 인정하게 되어 노동조합법상의 특권을 누리릴 수 없는 자들에게까지 특권을 부여하는 결과를 예기하게 될 뿐만 아니라 노동조합의 실체를 갖추지 못한 노동조합들이 난립하는 사태를 방지할 수 없게 된다.

## 참고 문헌
- 헌법재판소 판례 2012.3.29. 2011헌바53
- 정회철, 최근 5년 중요헌법판례 200, 윌비스,  2014.